# Zanthoxylum obscurum
Zanthoxylum obscurum är en vinruteväxtart som beskrevs av Adolf Engler. Zanthoxylum obscurum ingår i släktet Zanthoxylum och familjen vinruteväxter. Inga underarter finns listade i Catalogue of Life.